# СНЕГ-3

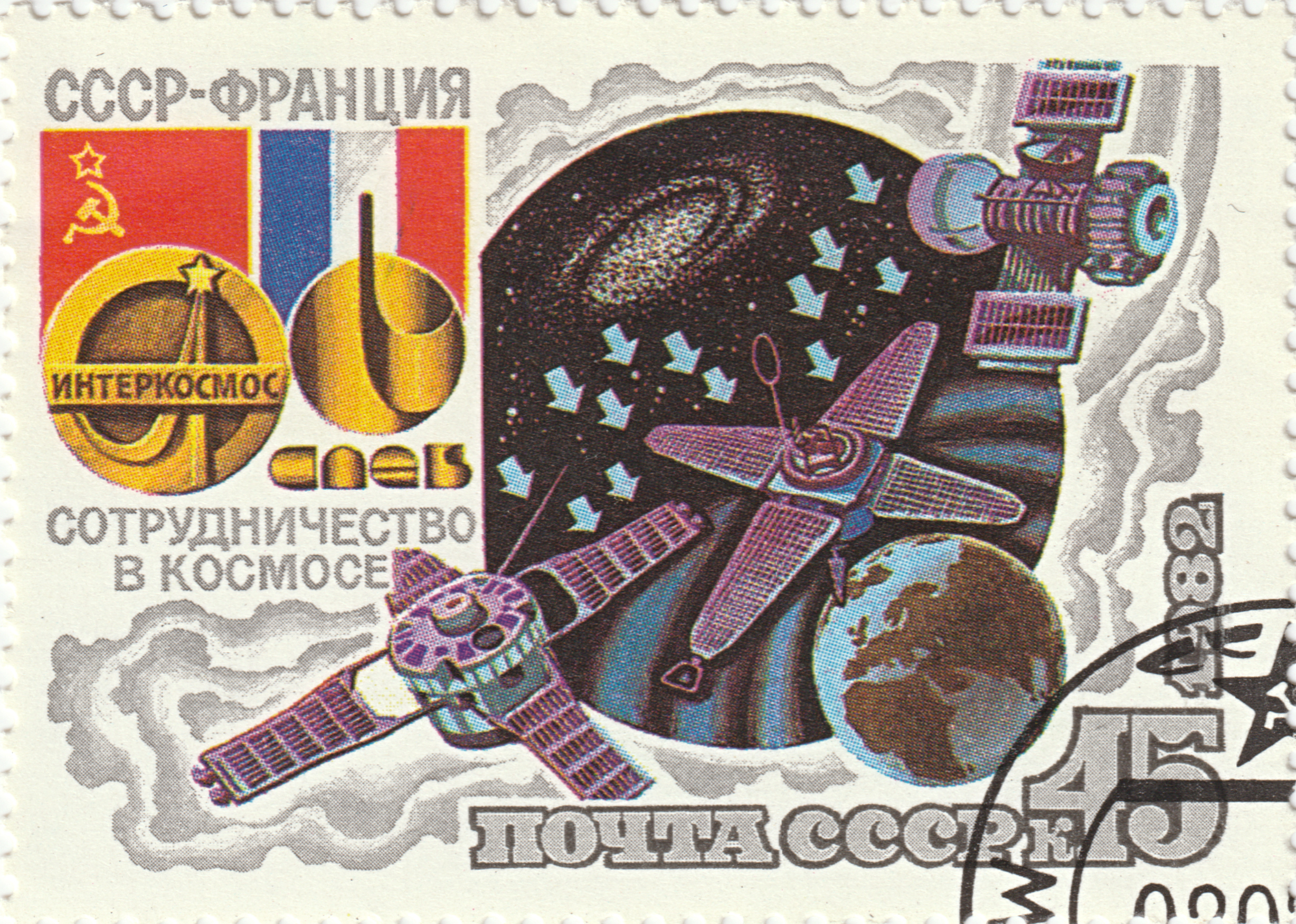
Космічні апарати «СНЕГ-3», «Прогноз» та «Венера» на поштовій марці СРСР

СНЕГ-3 (Спектрометр НЕйтронів і Гамма-випромінювання) — французький науково-дослідний супутник, призначений для вивчення галактичних гамма-променів і сонячної радіації. Супутник «СНЕГ-3» було запущено 17 червня 1977 радянським носієм «Космос-3М» з космодрому Капустин Яр. Французька назва цього апарата — «Signe 3» (абревіатура від фр. de Solar interplanetary gamma neutron experiment) або «D2B Gamma». Іспит на супутнику «СНЕГ-3» був частиною міжнародної програми з вивчення та локалізації космічних джерел рентгенівського і гамма-випромінювання.

## Історія
Угоду про початок радянсько-французького співробітництва у космосі було підписано 1966 року, після відвідання президентом Франції Шарлем де Ґоллем космодрому Байконур. Згодом було втілено десятки різних радянсько-французьких програм, що включають вивчення космічного простору, медико-біологічні досліди, вивчення верхньої атмосфери, спостереження за космічними апаратами та інші дослідження, для реалізації яких використовувалися радянські і французькі космічні апарати, геофізичні ракети, аеростати та наземні контрольні станції.
1972 року на радянській високоапогейній космічній лабораторії «Прогноз-2» було встановлено прилад «Снег-1» (фр. Signe 1), створений тулузським Центром вивчення космічних випромінювань (фр. Centre d'Étude Spatiale des Rayonnements, CESR) та призначений для дослідження гамма-випромінювання Сонця і пошуку нейтронів сонячного походження. Цей прилад детектував також гамма-спалахи галактичного походження. Наступна серія спільних іспитів у галузі гамма-астрономії, здійснених за допомогою удосконалених французьких приладів, встановлених на радянських космічних апаратах, отримала загальне позначення «Снег-2» і була присвячена як вивченню Сонця, так і виявленню і локалізації космічних джерел рентгенівських і гамма-променів. Досліди «Снег-2МП» («Модифікований, Прогноз», фр. Signe 2MP) встановлювалися на високоапогейних супутниках Землі «Прогноз-6» і «Прогноз-7», а «Снег-2МЗ» («Модифікований, Зонд», фр. Signe 2MS) — на міжпланетних станціях «Венера-11» і «Венера-12». Разом вони утворювали мережу космічного спостереження, що дозволяє методом тріангуляції визначати напрямок до одночасно спостережуваних різними апаратами джерел.
CESR запропонував також здійснити власний проєкт з вивчення космічного гамма-випромінювання на французькому низькоорбітальному супутнику Землі, досвід створення та запуску яких вже був на той момент. Ці починання були підтримані французьким Національним центром космічних досліджень (фр. Centre National d'Études Spatiales, CNES) і компанії Matra було замовлено супутник «D2B Gamma», який планувався до запуску французьким носієм «Діамант-Б». Проте за час розробки і будівництва апарата програму «Діамант» було закрито через перерозподіл бюджету на користь європейського носія «Аріан». Урешті запуск супутника було здійснено за програмою радянсько-французького космічного співробітництва на ракеті «Космос-3М», а супутник, за порядковим номером експерименту в науковій програмі, перейменовано на «СНЕГ-3» (фр. Signe 3).
Основними завданнями іспитів «Снег-2МП», «Снег-2МЗ» і «Снег-3» були: пошук гамма- і рентгенівських спалахів та їхня локалізація; пошук дискретних гамма- і рентгенівських джерел; вимір гамма- і рентгенівського фону. СНЕГ-3, запущений влітку 1977 року, став першим експериментом цієї серії. Наступної осені того ж року було запущено експеримент «Снег-2МП» на «Прогнозі-6», а ще через рік у космосі одночасно працювали «Снег-2МП» на «Прогнозі-7» та «Снег-2МЗ» на станціях «Венера».

## Конструкція
Супутник «D2B Gamma», який згодом отримав назву «СНЕГ-3» (Signe 3), було побудовано французькою компанією Matra на замовлення Національного центру космічних досліджень. Конструкція супутника була тотожня раніше побудованому тією ж компанією супутнику D2B Aura, призначеному для спостережень атмосфери і космічного простору в ультрафіолетовому діапазоні та була розвитком конструкції супутників для астрофізичних досліджень D2A Tournesol і D2A Polaire.
Супутник мав масу 102 кг, зокрема 28 кг було виділено на наукове устатковання. Його корпус був циліндром 71 см у поперечнику і 80 см завдовжки. Енергопостачання апарата здійснювалося від чотирьох розкривних панелей сонячних батарей з буферними срібно-кадмієвими акумуляторами, діаметр супутника за розкритими сонячними батареями — 260 см. Потужність, забезпечувана сонячними батареями — 50 Ват. Система орієнтації за допомогою газореактивних двигунів, що працювали на стислому азоті, забезпечувала постійний напрямок поздовжньої осі апарата на Сонце, апарат усталювався у просторі з точністю до 50 кутових секунд за допомогою обертання навколо осі зі швидкістю 15 оборотів на годину. Телеметрична система забезпечувала передачу даних зі швидкістю 256 біт/с у режимі реального часу і 8192 біт/с при відтворенні записувального пристрою. Розрахунковий строк існування супутника становив 1 рік.
Окремою проблемою було зрівноважування підвищених, порівняно з ракетою «Діамант», задля якої спочатку планувався супутник, вібраційних і теплових навантажень, що виникають на носії «Космос-3М» після скидання головного обтічника. Для гасіння вібрацій у тулузькому космічному центрі CNES було виготовлено спеціальний перехідник, через який супутник кріпився до носія. Проблему надлишкових теплових навантажень було вирішено пізнішим скиданням головного обтічника, на висотах, де менша щільність атмосфери і, відповідно, тепловий потік.

## Корисне навантаження
Наукове устатковання супутника «СНЕГ-3» було створене Національним центром космічних досліджень, Центром вивчення космічних випромінювань й Університетом Поля Сабат'є. На борту супутника було встановлено гамма-телескоп для пошуку джерел гамма- і рентгенівського випромінювання, а також прилади для вивчення сонячної радіації в ультрафіолетовому діапазоні та впливу сонячної діяльності на стан верхньої атмосфери.

### Гамма-астрономія
Супутник «СНЕГ-3» мав постійну орієнтацію на Сонце та насталювався обертанням навколо своєї осі. Встановлений на борту супутника гамма-телескоп з полем зору 20° і кутовим дозволом близько 2° був направлений у протилежний від Сонця бік і встановлений під кутом 10° до осі обертання супутника. Таким чином, за кожен оборот супутника навколо своєї осі «проглядалася» смуга в ±20° від площини екліптики. Сцинтиляційні датчики з фотопомножувачами реєстрували гамма-випромінювання в полі зору телескопа, події в діапазоні енергій від 20 кеВ до 8 МеВ в 14 широких смугах енергетичного спектра фіксувалися з проміжком 16 секунд. Додатково реєструвався спектр космічного гамма-випромінювання в діапазоні енергій від 250 кеВ до 2.5 МеВ у 256 вузьких смугах по 10 кеВ, результати цих спостережень передавались у реальному часі. Також на супутнику було встановлено детектори для реєстрації подій з енергією більше 20 кеВ в полі зору телескопа, що мали часову здатність 32 мс, й усеспрямовані детектори, що реєстрували події з енергією більше 60 кеВ і часовою здатністю до 8 мс.

### Дослідження Сонця
На борту супутника було встановлено ультрафіолетовий спектрометр, який призначався для спостереження Сонця навколо спектральних ліній з довжиною хвилі 1850 і 2150 Å. Метою цих спостережень було вивчення хромосферного випромінювання, зв'язане з активністю Сонця, на тлі постійного фотосферного випромінювання. Цей дослід був першим із запланованої серії подібних досліджень, які мали проводитися протягом повного циклу сонячної активності. Для того, щоб зменшити очікувану деградацію приладу під дією потужного сонячного випромінювання, в ньому було застосовано оптичні складові з супрасилу, спеціальний тип фотодіодів у детекторі та компоненти підвищеної стійкості в електронних схемах.

## Програма польоту
Супутник «СНЕГ-3» було запущено 17 червня 1977 року носієм «Космос-3М» з космодрому Капустин Яр і виведено на орбіту з апогеєм 524 км, перигеєм 452 км і нахилом 50,6°. Таку орбіту було обрано як компроміс між знаходженням апарата нижче радіаційних поясів Землі, енергійні частинки яких при взаємодії з матеріалами супутника можуть викликати гамма- та рентгенівське випромінювання, що створюють перешкоди проведенню запланованих досліджень, та тривалістю існування апарата, що визначається у тому числі висотою польоту. Управління супутником здійснювалося з Центру управління польотом космічних апаратів наукового і народногосподарського призначення (6-ий центр ДЦВУ), що знаходився на території Інституту космічних досліджень АН СРСР і з Космічного центру у Тулузі. Наукові дані приймалися трьома французькими станціями (Тулуза, Куру і Преторія) та п'ятьма американськими (Острів Вознесіння, Меррітт-Айленд, Сантьяго, Кіто й Оррорал Веллі)), в обробці даних взяли участь французький Центр ядерних досліджень у Сакле, ІКВ АН СРСР, ФІАН ім. П. М. Лебедєва та ФТІ ім. А. Ф. Йоффе. Супутник увійшов в атмосферу та припинив своє існування у червні 1979 року.
Експеримент із гамма-астрономії на супутнику «СНЕГ-3» тривав протягом півтора року. До весни 1978 дані передавалися в режимі реального часу і в розширеному обсязі зберігалися бортовим реєстратором для передачі під час сеансів зв'язку з центрами управління. Навесні 1978 реєстратор відмовив і після цього була можлива тільки передача даних обмеженого обсягу в реальному часі. За час роботи гамма-телескоп супутника оглянув як досить протяжну область центру Галактики, де знаходиться велика кількість дискретних гамма- і рентгенівських джерел, так і область бідного такими джерелами галактичного антицентру. Обробка результатів іспиту на супутнику «СНЕГ-3» дозволила отримати нові дані про космічні джерела гамма- і рентгенівського випромінювань. Було зареєстровано джерела рентгенівського випромінювання в області центру Галактики та в районі Крабоподібної туманності. Отримано великий обсяг інформації про гамма-спалахи різної потужності. Одночасна фіксація 10 листопада 1977 потужного гамма-спалаху на супутниках «СНЕГ-3», «Прогноз-6» і західноєвропейської станції «Геліос» дозволила локалізувати його джерело. Проводилося вивчення фонового гамма-випромінювання, що несе подробиці про будову Галактики та розподіл у ній міжзоряної речовини.
Прилад для спостереження за Сонцем деградував швидше, ніж очікувалося, надходження даних із нього припинилося після грудня 1977 року. За цей час було накопичено великий обсяг інформації про зв'язок активності Сонця і його випромінювання в ультрафіолетовому діапазоні. Також було досліджено залежність вмісту атомарного кисню в іоносфері й озону в стратосфері від сонячної активності.